# توماس بریتن
توماس بریتن (انگلیسی: Thomas Britten; ۶ مارس ۱۸۵۸ – ۲۴ اکتبر ۱۹۱۰) بازیکن فوتبال اهل بریتانیا بود.
وی همچنین در تیم ملی فوتبال ولز بازی کرده‌است.